# Obradovicita-NaNa
La obradovicita-NaNa és un mineral de la classe dels sulfats, que pertany al grup de l'obradovicita.

## Característiques
La obradovicita-NaNa és un molibdat de fórmula química [Na₂(H₂O)16Na(H₂O)₆][Mo₈As₂Fe₃3+O33(OH)₄]. Va ser aprovada com a espècie vàlida per l'Associació Mineralògica Internacional l'any 2011. Cristal·litza en el sistema ortoròmbic. La seva duresa a l'escala de Mohs és 2.
Els exemplars que van servir per a determinar l'espècie, el que es coneix com a material tipus, es troben conservats al Museu d'Història Natural del Comtat de Los Angeles, amb els números de catàleg 63313 i 63314.

## Formació i jaciments
Va ser descoberta a la mina de Chuquicamata, al districte de Chuquicamata, a Calama (Regió d'Antofagasta, Xile), on sol trobar-se associada a altres minerals com: rútil, quars, moscovita, jarosita, guix, blödita i atacamita.